# Palazzo Pozzi Besana
Il Palazzo Pozzi Besana, noto anche come Palazzo Besana, è un edificio storico di Milano situato in piazza Belgioioso al civico 1.

## Storia
Il palazzo fu costruito, a partire dal 1815, su progetto di Giovanni Battista Piuri e commissionato di Ludovico di Belgioioso, sull'area dove sorgeva il palazzo della famiglia Viscontini (celebre per le feste organizzate a cui parteciparono il Foscolo e Stendhal). Passò in seguito ai conti Besana. Negli anni del ventennio fascista, il palazzo divenne sede della federazione provinciale del partito e nel 1930 venne visitato da Benito Mussolini.

## Descrizione
Il palazzo si presenta d'ispirazione palladiana: il fronte leggermente aggettante, interamente realizzato in pietra di Mapello, è scandito da otto colonne di ordine ionico poggianti su stilobate. Le due ali presentano invece una più semplice decorazione con finestre con modanature rettilinee.